# Béla Simon (Tischtennisspieler)
Béla Simon (* 6. April 1920 in Szeged; † 20. August 1996 in Moers) war ein ungarisch-deutscher Tischtennisspieler und -trainer.

## Werdegang
Simon hatte väterlicherseits deutsche Vorfahren, die sich in Ungarn im Zuge der Magyarisierung von Schreiber in Simon umbenennen musste. Er wuchs in Budapest auf und begann dort mit dem Tischtennissport. Er spielte in einer Mannschaft zusammen mit Ferenc Sidó und Ferenc Soós unter dem Trainer Zoltán Mechlovits, mit der er fünfmal hintereinander die ungarische Meisterschaft gewann. Bei der Weltmeisterschaft 1950 nahm er an den Individualwettbewerben teil. In den 1950er Jahren wurde er Generalsekretär des Ungarischen Tischtennisverbandes.
Wegen des Ungarischen Volksaufstandes verließ er 1956 zusammen mit seiner Ehefrau Agnes Ungarn Richtung Niederlande. Hier arbeitete er als Nationaltrainer. Später übersiedelte er nach Deutschland und war Trainer für den Deutschen Tischtennis-Bund DTTB und den Westdeutschen Tischtennis-Verband WTTV (1961–1971). U.a. Wiebke Hendriksen wurde von ihm betreut. Darüber hinaus leitete er auch die Trainer- und Übungsleiterausbildung des WTTV. 1971 übernahm sein Nachfolger als Verbandstrainer Bernie Vossebein auch diese Tätigkeit. Béla Simon erhielt im November 1966 die deutsche Staatsbürgerschaft.
Nachdem Simon schon seit Mitte der 1960er Jahre Tischtennisartikel – vornehmlich Schläger und Beläge – aus Japan importiert hatte, leitete er von 1973 bis 1985 die europäische Niederlassung der Tischtennisfirma Butterfly.
1996 starb Simon nach langer Krankheit.

## Privat
Béla Simon war promovierter Jurist. Er war mit der Tischtennisspielerin Agnes Simon verheiratet.

## Turnierergebnisse
| Verband | Veranstaltung     | Jahr | Ort      | Land | Einzel     | Doppel    | Mixed     | Team |
| ------- | ----------------- | ---- | -------- | ---- | ---------- | --------- | --------- | ---- |
| HUN     | Weltmeisterschaft | 1950 | Budapest | HUN  | letzte 128 | letzte 64 | letzte 64 |      |